# Дунаївська сільська рада (Кременецький район)
Дунаївська сільська́ ра́да — адміністративно-територіальна одиниця та орган місцевого самоврядування у Кременецькому районі Тернопільської області. Адміністративний центр — село Дунаїв.

## Загальні відомості
- Територія ради: 40,44 км²
- Населення ради: 1 729 осіб (станом на 2001 рік)

## Населені пункти
Сільській раді були підпорядковані населені пункти:
- с. Дунаїв
- с. Богданівка
- с. Куликів
- с. Савчиці

## Склад ради
Рада складалася з 16 депутатів та голови.
- Голова ради: Лісова Євгенія Миколаївна
- Секретар ради: Пасіула Тетяна Володимирівна

### Керівний склад попередніх скликань
| Прізвище, ім'я, по батькові | Основні відомості                                                                    | Дата обрання | Дата звільнення |
| --------------------------- | ------------------------------------------------------------------------------------ | ------------ | --------------- |
| Грищук Михайло Васильович   | Сільський голова, 1958 року народження, член Української соціал-демократичної партії | 26.03.2006   | 31.10.2010      |
| Лісова Євгенія Миколаївна   | Сільський голова, 1963 року народження, освіта середня спеціальна, позапартійна      | 31.10.2010   |                 |

Примітка: таблиця складена за даними сайту Верховної Ради України

### Депутати
За результатами місцевих виборів 2010 року депутатами ради стали:

#### За суб'єктами висування
| Суб'єкт висування | Кількість обраних депутатів | %    |
| ----------------- | --------------------------- | ---- |
| Самовисування     | 15                          | 93,8 |
| Єдиний Центр      | 1                           | 6,3  |

#### За округами
| № округу      | Прізвище, ім'я, по батькові    | Дата визнання обраним | Освіта  | Партійна приналежність | Відомості про обраного депутата                          |
| ------------- | ------------------------------ | --------------------- | ------- | ---------------------- | -------------------------------------------------------- |
| Єдиний Центр  |                                |                       |         |                        |                                                          |
| 2             | Пасіула Тетяна Володимирівна   | 01.11.2010            | вища    | член Єдиного Центру    |                                                          |
| Самовисування |                                |                       |         |                        |                                                          |
| 1             | Качалюк Людмила Володимирівна  | 01.11.2010            | вища    | позапартійна           |                                                          |
| 3             | Лісовий Михайло Васильович     | 01.11.2010            | середня | позапартійний          |                                                          |
| 4             | Сикліцька Марія Гнатівна       | 01.11.2010            | середня | позапартійна           | Бібліотека с. Куликів, завбіблітеки                      |
| 5             | Каняєв Микола Іванович         | 01.11.2010            | середня | позапартійний          | Клуб с. Куликів, художній керівник                       |
| 6             | Валігура Ігор Андрійович       | 01.11.2010            | вища    | позапартійний          | Дунаївська загальноосвітня школа І-ІІІ ст., вчитель      |
| 7             | Боцюк Василь Васильович        | 01.11.2010            | середня | позапартійний          |                                                          |
| 8             | Мазурок Іван Сергійович        | 01.11.2010            | середня | позапартійний          |                                                          |
| 9             | Плетюк Оксана Сергіївна        | 01.11.2010            | середня | позапартійна           | Магазин с. Богданівка, продавець                         |
| 10            | Баран Тетяна Олександрівна     | 01.11.2010            | середня | позапартійна           |                                                          |
| 11            | Платюк Наталія Петрівна        | 01.11.2010            | середня | позапартійна           | Бібліотека с. Богданівка, завбіблітеки                   |
| 12            | Мельник Володимир Миколайович  | 01.11.2010            | середня | позапартійний          |                                                          |
| 13            | Денега Оксана Михайлівна       | 01.11.2010            | вища    | позапартійна           |                                                          |
| 14            | Домбровський Петро Ярославович | 01.11.2010            | середня | позапартійний          |                                                          |
| 15            | Савчук Михайло Гнатович        | 01.11.2010            | середня | позапартійний          | Дунаївська загальноосвітня школа І-ІІІ ст., завгосп      |
| 16            | Ратинський Андрій Петрович     | 01.11.2010            | середня | позапартійний          | Дунаївська загальноосвітня школа І-ІІІ ст., техпрацівник |